# 11363 Vives
11363 Vives este un asteroid din centura principală de asteroizi.

## Descriere
11363 Vives este un asteroid din centura principală de asteroizi. A fost descoperit pe 1 martie 1998 la Observatorul La Silla de Eric Walter Elst. El prezintă o orbită caracterizată de o semiaxă mare de 2,16 ua, o excentricitate de 0,16 și o înclinație de 5,3° în raport cu ecliptica.